# Hope Sandoval
Hope Sandoval (ur. 24 czerwca 1966 w Los Angeles) – amerykańska wokalistka i autorka tekstów.
Swoją karierę muzyczną rozpoczęła w 1986 grając wraz z Sylvią Gomez w folkowym zespole Going Home. Pod koniec lat 80. zaczęła śpiewać z grupą Opal, która wkrótce zmieniła nazwę na Mazzy Star. Po 1996 występowała z wieloma innymi zespołami, jak np.: Air, Death in Vegas, The Chemical Brothers, The Jesus and Mary Chain, Massive Attack.
W 2001 założyła zespół The Warm Inventions, z którym zrealizowała dotychczas trzy albumy: Bavarian Fruit Bread (2001), Through The Devil Softly (2009), Until the Hunter (2016), dwie EP-ki, oraz osiem singli.